# Кучинская астрофизическая обсерватория
Ку́чинская астрофизи́ческая обсервато́рия — астрономическая обсерватория, основанная в 1925 году в районе поселка Кучино, в 8 км восточнее Москвы. Создана она была как наблюдательная станция Государственного астрофизического института (ГАФИ, будущий ГАИШ). Название «Кучинская астрофизическая обсерватория» было присвоено в 1930 году. Так же называлась в середине 1930-х годов «Актинометрический сектор» ГАИШа. В 1960-х годах стало понятно, что дальнейшее развитие обсерватории бессмысленно из-за возрастающей засветки от Москвы. После этого основные работы были переключены на спектральные наблюдения Солнца. В данный момент является филиалом Государственного Астрономического института им. Штернберга. С Кучинской обсерваторией сотрудничает Астрономическая школа «Вега».

## Руководители обсерватории
- В. Г. Фесенков — под его руководством была создана обсерватория
- 1941—1942 — Липский, Юрий Наумович- заведующий обсерваторией[1]

## Инструменты обсерватории
- 40-см астрограф Цейсс-400, рефрактор, F=1600мм (в 1945 году вывезен из Зоннебергской обсерватории, установлен в 1951 году, перевезен в 1958 году в Крымскую Лабораторию ГАИШ) - использовался для систематических фотографических наблюдений
- горизонтальный солнечный телескоп (D = 300 мм, f = 1500 см, 1950г) - используется для фотоэлектрической записи видимой части спектра Солнца
- максутовский менисковый телескоп (D = 200 мм, F = 200 см) - фотоэлектрические наблюдения метеоров

## Направления исследований
- Солнечная спектроскопия

## Основные достижения
- В 1952 году на Кучинской астрофизической обсерватории была запущена первая в СССР модель черного тела, предназначенная для абсолютной энергетической спектрофотометрии.